# San Nicanore
Nicànore (... – Cipro, 76) fu uno dei sette diaconi scelti dopo la Pentecoste dalla comunità cristiana di Gerusalemme affinché aiutassero gli Apostoli di Gesù nel ministero della fede.

## Biografia
Di Nicànore (dal greco Nikanôr, latino Nicanor, che significa "vincitore"), diacono e martire, si hanno poche notizie: visse nel I secolo, era ebreo di nascita, fu uno dei sette diaconi consacrati direttamente dagli Apostoli, predicò il Vangelo, morì martire a Cipro,  al tempo di Vespasiano, nello stesso giorno in cui fu lapidato a morte santo Stefano.
Negli Atti degli Apostoli è indicato come il quarto nel gruppo selezionato per assistere nel ministero degli apostoli di Gesù Cristo, dopo Stefano, Filippo, Pròcoro e prima di Timone, Parmenàs e Nicola, un prosèlito di Antiòchia.
Secondo la tradizione cristiana, annunciò il Vangelo nella città di Mallo. La presenza di Nicànore a Mallo non è documentabile, si può dedurre però, molto probabilmente, che in seguito al martirio di Stefano, a causa della violenta persecuzione che scoppiò verso i discepoli di Gesù, questo si sia spinto ad annunciare il Vangelo fin lì. Un riferimento sull'evangelizzazione itinerante si ha negli Atti:
(Atti degli Apostoli, 11, 19-20.)

## Culto
Il menologio dei Greci, che si accorda con il martirologio romano, recita:
(Menologio greco, XXVIII luglio.)